# Скарлет Аура
Скарлет Аура (на английски: Scarlet Aura) е румънска хеви метъл група от Букурещ, Румъния.
Първоначално сформирана през 2014 година под името АУРА (AURA), по-късно през 2015 година се преименува на Скарлет Аура. От основаването си до днес, групата е издала седем дългосвирещи албума, едно DVD на живо и два миниалбума.

## История
През 2011 година румънската група „Стилборн“, с участието на Аура Данчулеску (вокали) и Михай „Майк“ Данчулеску (китара) откриват концерт на Бон Джоуви пред 60 хиляди зрители в Букурещ. През 2013 година двамата напускат „Стилборн“, за да сформират своя собствен музикален проект АУРА. Първият студиен албум на новата група е със заглавие The Rock Chick, издаден на 20 март 2014 от Юнивърсъл Мюзик Румъния и съдържа десет песни на румънски език. Албумът представлява микс от алтернативен рок, поп-рок и мелодичен хевиметъл. През юни 2014 г. група АУРА печели националния конкурс The Road to Kavarna, даващ ѝ шанса да представи румънската рок музика на фестивала „Каварна рок фест“ в България. АУРА взима първо място и наградата на публиката на международния конкурс Black Sea Battle of the bands на  „Каварна рок фест“.
АУРА стават все по-разпознаваеми след излизането на албума The Rock Chick и са поканени да откриват няколко метъл концерта в Румъния. През декември 2015 година, по време на своето шоу в България като подгряваща група на германската „Аксепт“, група АУРА анонсира своето ново име – „Скарлет Аура“. 
Започва работа по втория албум, който е издаден от лейбъла Pure Rock Records през 2016 година със заглавие Falling Sky. Този албум става първият за групата изцяло на английски език, има доста по-тежко рок звучене и е продуциран от Рой З. Скарлет Аура се включват в международно турне Shadows Show Tour 2016 като поддържащ изпълнител на Таря Турунен, като заедно изнасят девет концерта в Германия, Австрия и Швейцария.
През 2017 година продължават турнето Falling Sky, връщат се отново в Германия, този път със самостоятелни концерти. През същото турне, Скарлет Аура изнасят представления на редица международни фестивали в Източна Европа, включително „Мидалидаре рок фест“ в България, където през юни 2017 делят една сцена с Doro и Gotthard.
Историята на групата продължава с нов мениджмънт и нов издател – договор от юни 2017 г. с финландската компания Outlanders Productions пренася румънските изпълнители и тяхната музика много по-близо до пазарите на Северна и Западна Европа. Не закъсняват и първите резултати – през септември 2017 е издаден нов дългосвирещ трибют албум Memories, съдържащ единадесет кавъра на класически рок и метъл песни, изпълнени в собствен за групата стил и звучене, заедно с новия сингъл The Beast Within Me. През втората половина на 2017 започва турнето The Beast Within Me Tour. Скарлет Аура изнасят седемнадесет самостоятелни концерта в България, Германия, Словакия и Италия. Турнето завършва с участие на концерта Dio Returns в зала „Аренеле Романе“ в Букурещ.
През февруари и март 2018 „Скарлет Аура“ се включват в прощалното турне по случай 20-ата годишнина на симфоничен метъл групата „Рапсоди ъф Файър“. Изнасят двадесет и четири концерта, включващи песни от двата най-нови албума – Falling Sky и Memories. Турнето е с подкрепата на Wacken Foundation.
През март 2018 е анонсирано, че „Скарлет Аура“ ще бъдат част от турнето в Северна Америка на бразилската пауър метъл група „Ангра“ (Angra) с тридесет и една концертни дати, на които да представят новият си четвърти албум Hot'n'Heavy. През септември 2018 започва самостоятелно турне на групата в Европа (Русия, Украйна и Прибалтика), последвано от двадесет и шест самостоятелни концерта в Китай в периода ноември – декември същата година, отново включващи изпълнения от албума Hot’n'Heavy.
През септември 2018 г. излиза на пазара дигитална версия на албума Hot’n'Heavy, последвана от двоен дългосвирещ комплект през март 2019 г. Усеща се промяна в стилистиката – доста по-силно влияние на симфоничния и пауър хеви метъл, но в комбинация с характерните за „Скарлет Аура“ визия и звучене. С този албум бандата вкарва „тъмни“ и прочувствени текстове на тема как да бъдеш себе си, как да се осмелиш да бъдеш различен, да не се страхуваш да останеш сам с музиката, за правото да се бориш за това, в което вярваш, за приятелството и музиката.
По същото време е достигнат още един важен етап за групата – а пазара излиза първата част от концептуалната трилогия The Book of Scarlet, съдържаща комплект от три албума и три фентъзи романа. Книгите са написани от Аура Данчулеску и съчетават текстовете на песните от албумите с историята на Скарлет, която заедно с албума потапя публиката в удивителния свят на „Скарлет Аура“. Първата книга от трилогията е със заглавие The Book of Scarlet – Ignition и се продава с албума „Hot’n'Heavy“. Албумът получава високи оценки от критиците, с рейтинг 9.5/10 и 9/10, а статии за групата са публикувани в редица музикални издания като Legacy, Break Out, Orkus! и други.
През 2019 година основен фокус на „Скарлет Аура“ е писането на нова продукция за техния пети студиен албум и втори от трилогията The Book of Scarlet. Дългосвирещият албум със заглавие Stormbreaker излиза на 27 март 2020 г. Първият сингъл High in the Sky излиза през август 2019 г., като предшества албума и загатва за стила и посоката на звучене. Както сингълът, така и целият албум са издадени от новия музикален лейбъл, основан от групата – Silver City Records. Вторият том от трилогията е със заглавие The Book of Scarlet – Scarlets United и излиза в края на 2021 г.
През декември 2019 г. е съобщено, че „Скарлет Аура“ ще се включат в съвместно турне с групите „Вижънс ъф Атлантис“, Edenbridge и Leecher (като подгряващи). Планирани са петнадесет концертни дати в Европа, на които да бъдат представени песни от новия албум Stormbreaker. През февруари 2020 г. групата потвърждава участието си като гост изпълнител на турнето на Primal Fear и Freedom Call, което да се проведе в периода септември – октомври 2020. Турнето е отложено – веднъж за септември 2021 г., а впоследствие още веднъж за януари – февруари 2022 г., като накрая поради здравословни причини е изцяло отменено от Primal Fear.
През юли 2020 е анонсиран договор за глобална дистрибуция на предстоящия през 2021 нов албум на групата, сключен между звукозаписния лейбъл на „Скарлет Аура“ – Silver City Records и Universal Music.
За да отбележат 5-ата годишнина на албума Falling Sky, „Скарлет Аура“ презаписват, ремиксират и адаптират песните в специално издание, наречено Fallings Sky – 5th Anniversary, което е издадено на 16 април 2021 г. от Universal Музика и Silver City Records.
На 7 май същата година са анонсирани, а по-късно, на 10 септември, излиза на пазара третият том от трилогията, наречен Genesis of time, заедно с едноименния студиен албум. Издадени са отново от Universal Music и Silver City Records.
На 26 ноември 2021 „Скарлет Аура“ пускат своя втори коледен сингъл – хевиметъл вариант на песента Rockin' Around the Christmas Tree, продължавайки традицията, започната през 2020 с аналогичен хевиметъл кавър на Jingle Bell Rock. Същия ден „Скарлет Аура“ са включени в международната букинг агенция Nine Lives Entertainment.
През февруари 2022 г. групата анонсира предстоящото излизане на двойния акустичен албум Under My Skin, издаден на 22 април 2022 г. С първия сингъл от новия албум – „Я свободен“, излязъл на 28 февруари 2022, група „Скарлет Аура“ отправя призив за мир и единство към целия свят. Вторият сингъл излиза на 22 април със заглавие Glimpse in the Mirror („Поглед в огледалото“).
На 25 октомври 2022 г. „Скарлет Аура“ представя новото си предаване на шоу Rock United by Scarlet Aura, в което като специални гости се появяават Doro и Ralf Scheepers от Primal Fear.
Спазвайки традицията от предходните години, през ноември 2022 групата пуска трети коледен сингъл в метъл стил – Feliz Navidad.
На 8 февруари 2023 година, групата обявява новия сингъл Fire All Weapons с участието на Ralf Scheepers, насрочен за пускане на 24 февруари 2023 година.
На 24 март беше издаден сингълът "Rock în sânge și voință", с последвалото издаване на едноименния албум на 5 май. "Rock în sânge și voință" включваше 11 песни, всички напълно написани на румънски, демонстрирайки музикалните корени и културното наследство на групата.
На 24 ноември групата издаде традиционната си коледна кавър версия на тежък метъл, този път кавър на "All I Want for Christmas is You" на Марая Кери.
През март 2024 г. Scarlet Aura обяви предстоящия си албум "Rock-Stravaganza" и пусна сингъла "Ochii Care Nu Se Văd," отбелязвайки нов етап в музикалното си пътуване. Албумът "Rock-Stravaganza" беше официално издаден през юни 2024 г., като още повече укрепи присъствието им в тежкия метъл жанр.
В края на 2024 г. Scarlet Aura обяви своето "Коледно турне - Rock Your Christmas Tour," иновативна серия от концерти, които ще се проведат в укрепени църкви и исторически паметници в Румъния, включително в окръзите Сибиу, Клуж, Брашов и Тимиш. Това турне цели да съчетае енергията на рок музиката с празничната атмосфера на коледния сезон, предлагайки на публиката уникално изживяване, където традицията се среща със съвременността.
Турнето е планирано да започне на 7 декември 2024 г. в укрепената църква в Чинчшор, окръг Брашов, и ще включва концерт на 13 декември 2024 г. в Музея "Корнелиу Миклоши" в Тимишоара. Тези концерти са създадени, за да превърнат историческите обекти в светилища на музиката, предоставяйки потапящо изживяване, което празнува както културното наследство, така и съвременния рок. Чрез интегрирането на традиционни коледни песни, преработени в техния отличителен рок стил, Scarlet Aura продължава да разширява границите на жанра си, създавайки запомнящи се изживявания, които резонират с разнообразна публика.

## Състав
- Аура Данчулеску – вокал
- Михай Данчулеску – соло китара и беквокали
- Рене Нистор – бас китара и беквокали
- Алекс Паулишта – ударни
- Дан Лика - Клавишни

## Дискография
Студийни албуми
- 2014: The Rock Chick ( Universal Music Romania ) [37]
- 2016: Falling Sky (Pure Rock Records) [38]
- 2017: Memories (Outlanders Productions) [39][18]
- 2021: Falling Sky – 5th Anniversary (Universal Music Romania / Silver City Records)
- The Book of Scarlet Trilogy:
  - 2019: Hot'n'Heavy (Silver City Records) [40]
  - 2020: Stormbreaker (Silver City Records)
  - 2021: Genesis of Time (Universal Music Romania / Silver City Records) [33]
- 2022: Under My Skin (2CD) (Universal Music Romania / Silver City Records)
- 2023: Rock în Sânge și Voință (Universal Music Romania / Silver City Records)
- 2024: Rock-Stravaganza  (Universal Music Romania / Silver City Records)

EPs
- 2017: The Beast Within Me (Outlanders Productions) [18]
- 2019: High in the Sky (Silver City Records)

DVD/CD на живо
- 2018: Scarlet Aura – live in concert (Outlanders Productions) [18]

Коледни сингли:
2020: Jingle Bell Rock ( Universal Music Romania / Silver City Records)
2021: Rockin' Around Christmas Tree ( Universal Music Romania / Silver City Records)
2022: Feliz Navidad (Universal Music Romania / Silver City Records)
2023: All I Want for Christmas is You (Universal Music Romania / Silver City Records)

## Книги
- The Book of Scarlet vol. I – Ignition (2018 г. Second edition: 2019 г.).ISBN 978-3964439796,170 стр.
- The Book of Scarlet vol. II – Scarlets United (2021).ISBN 978-6060670247ISBN 978-6060670247, 130 стр.

## Награди
| Година  | Събитие                    | Категория                     | Резултат  | Победител |
| ------- | -------------------------- | ----------------------------- | --------- | --------- |
| 2014 г. | Road To Kavarna, Румъния   | финал                         | Победител |           |
| 2014 г. | Каварна рок фест, България | Black sea Battle of the bands | Победител | –         |

## Класации
High In The Sky достига 1-во място в категориите „Метал“ и „Рок“ и 8-мо място във „Всички категории“ в румънските класации на iTunes на 27 май 2020 г. 
Stormbreaker достигна върха като албум на N1 в категориите „Метал“ и „Рок“ и 2-ро място във „Всички категории“ в румънските класации на iTunes на 27 май 2020 г. 